# 冨永みーな
冨永 みーな（とみなが みーな、1966年〈昭和41年〉4月3日 - ）は、日本の声優、女優、歌手、タレント、ナレーター。広島県広島市西区己斐西町出身、東京都中野区育ち。東京俳優生活協同組合所属。

## 来歴
広島県広島市西区己斐西町で誕生。赤ん坊の頃、母が具合が悪かったため京都府の寺に預けられて、その間に両親が東京都に来ており少しだけ大井町に住んでいた。その後、東京都中野区に引っ越した。
5歳のとき、知人の勧めを機に母に連れられて行った映画のオーディションで合格し、1971年に映画『鯉のいる村』のゆうこ役で子役としてデビュー。この映画で主演したことがきっかけで、6歳の時に劇団こまどり（グループこまどり）に入団する。
劇団こまどり入団後はテレビドラマ『お嫁さんに決めた!』『それ行け!カッチン』やCMなどで子役として活動する傍ら、1973年には海外ドラマ『刑事コロンボ』で声優デビュー。1975年には海外ドラマ『大草原の小さな家』の3女のキャリー役で初のレギュラーを獲得し、これを声優デビューとする資料も多い。1977年のテレビアニメ『世界名作劇場』における『あらいぐまラスカル』のアリス役などからアニメの声優の仕事も始める。
日本大学櫻丘高等学校時代からは、『銀河漂流バイファム』『魔法の妖精ペルシャ』などアニメで声優中心に活躍するようになり、レコードデビューも果たすなど、1980年代半ばにかけて声優界でアイドル的な存在となる。この背景に「当時10代の声優の絶対数が足りておらず、消去法で自分くらいしかいなかったという事情もある」と述べており、同じころにOVAの販促などのイベントを行うと、当時10代の声優に興味を持つ人自体が希少であったため同じファンがイベントに来ることが多かったという。また、ファンに自身を認知してもらえるようになったきっかけはOVA『BIRTH』の販促イベントであるとのちに話している。
10代のころは海外映画の吹き替えによく出演していたが、それは収録日が土日で通学しながら活動するのに好都合であったためであり、収録は当時は劇団こまどりの西村サエ子代表に導かれるがままであった、と2017年のインタビューで述懐している。
日本大学藝術学部演劇学科演技コース在学中は、声優としてさらに人気が上昇し、ラジオ『アニメトピア』ではパーソナリティとしてDJデビュー。その後、同大学芸術学部を中退。
一時期は声優業の他に、各種ラジオ番組・モノマネ番組などにも出演していた。
1998年以降、『サザエさん』で高橋和枝から磯野カツオ役を引き継ぎ務めている。
かつてはプロジェクト・レヴュー、大橋巨泉事務所、2003年から2014年まではミントアベニューに所属していたが、2014年11月から東京俳優生活協同組合に所属している。
2018年、第12回声優アワードにて高橋和枝賞を受賞。
2023年、声優デビューから50周年を迎え「冨永みーな 声優50th anniversary LIVE -Wings-」を開催した。

## 人物
声種はアルト。
歌やラジオ、写真集などマルチに活躍する声優としては、1990年代の声優ブームにおける風潮を先取りしたと言える。2017年には「俳優が声優の仕事を行い、声優が俳優の仕事を行なうようになって、俳優と声優がボーダレスになる方が自然」という趣旨のコメントを残している。
ナレーターとしては、『どうぶつ奇想天外!』『開運!なんでも鑑定団』『世界ウルルン滞在記』『いきなり!黄金伝説』など、人気番組・長寿番組に数多く関わっている。
趣味としてゴルフ、釣りを挙げている。
1990年に声優の矢尾一樹と結婚したが、後に離婚。その後、2001年8月にタレントの増本庄一郎と再婚し、2002年1月には女児を出産した。2004年9月に男児を出産しており、2児の母親である。
長いキャリアから、諸事情により出演を見合せた声優の代役を務めたり、別の声優の持ち役を引き継いだ経験がいくつかある（後述）。特に『サザエさん』磯野カツオ役をはじめウルトラシリーズのブースカなどで高橋和枝の持ち役を複数引き継いでおり、第12回声優アワードにて高橋和枝賞を受賞している。

## エピソード
子役のころから声優活動をしていたため、1990年代の声優業界では姉貴分扱いされることが多かった。
初期は本名の「冨永美子」名義で活動したが、小学生の時に易者に言われて「冨永ミーナ」に改名。その後「冨永み〜な」に改名し、現在の所属事務所のプロフィールなどでは「みーな」表記となっている。
自身が歌手として初めて楽曲をリリースした時点では、歌手活動もしていた声優は小山茉美くらいで声優がアイドル歌手として人気を集めるような時代ではなかったという。それだけに、声優の自身がファンから応援してもらえたことは本人にとって不思議なことであった。
日本大学芸術学部時代の先輩には漫才コンビ、爆笑問題の太田光・田中裕二の2人がいた。同学部の学生有名人に過敏なまでに反感を持っていたという太田には「みーな、みーな、こっちを見ーな」などと言われ、相当絡まれたという。
フリーアナウンサーでRKB毎日放送元アナウンサーの富永倫子は親戚。
レポーターをやってみたくてオーディションを受けたところ、大橋巨泉事務所の関係者のつてで『走れ!歌謡曲』に出演できたことは本人にとって良い思い出だという。
自身の写真集『パーフェクトみーな』は、後に「ある種の触れられたくない過去」としている。2017年時点では1冊だけ保存しているが、保存に使用している箱には「開けちゃイヤ」と書いており「本当に見られたくないんです。きれいじゃないし、太ってるし」と恥ずかしがっている。
声優以外で少女時代に憧れていた職業はキャビンアテンダント＝スチュワーデスだったという。
座右の銘は「なせばなる、なさねばならぬなにごとも」。

### 出演作に関して
1991年、マァム役として出演していた『DRAGON QUEST -ダイの大冒険-』の収録中に突然激しい腹痛に襲われ、病院に搬送されたことがある。検査の結果、虫垂炎を患っていたことが判明、そのまま治療のために入院することになったものの、声を担当していたマァムの出番は、この収録回で最後であった。
1995年、『赤ずきんチャチャ』では当初、おゆき先生、海坊子役などの脇役を担当していたものの、どろしー役で出演していた大坪純子が第58話を持って降板したため、第60話からどろしー役を引き継いだ。また、これまでに担当していた脇役も最終回まで続投していた。
『それいけ!アンパンマン』では、当初はロールパンナ役やその他の脇役を担当していた。1999年の8月から9月には柳沢三千代の代役でカレーパンマンを演じたほか、2018年1月26日放送回以降は2017年に死去したドキンちゃん役の鶴ひろみの後任として2代目・ドキンちゃん役に就任。これに伴ってロールパンナ役以外の持ち役は降板しており、ニャンコック役は白石涼子、しろかぶくん役とレアチーズ役は渕崎ゆり子、たまごどんまん役はかないみかが引き継いでいる。
かつては『名探偵コナン』への出演を希望しており、2018年には映画『名探偵コナン ゼロの執行人』にゲストとして初出演を果たしている。

### 磯野カツオ
『サザエさん』では、1998年5月17日放送回から体調不良で途中降板した高橋和枝に代わり、磯野カツオ役を務めている。
本作へレギュラー出演するようになったのは1989年からであり、最初は隣人の伊佐坂浮江役で参加。また、早川さんなどの常連脇役も担当していたが、カツオ役就任後にこれらの役は川崎恵理子に引き継がれた。
カツオ役となったきっかけは、ある日の収録後にディレクターの岡本知から「カツオできるか？」と訊かれたことだったという。当時、高橋の体調が悪いことは知っていたが、“サザエさん一家”は既に出来上がったもので、自身もそれで育ったことから、「私が？」と驚いたといい、最初は「できません」と答えた。だが、演出家として信頼する岡本に「ちょっとやってみよう」と返されたことで、その日のカツオの台詞を収録。翌週に高橋が入院し、「入院の間だけやってくれ」と岡本に頼まれたことで、「この方が言うんだからやるべきだ」と考え、「自分でも違和感があるけど仕方無い。やらせていただこう」とカツオを演じることを決めた。
その後、高橋の復帰はかなわず、冨永が3代目として正式に磯野カツオ役を引き継ぐこととなった。このことに、高橋は病床で「みーなちゃんならいい」って言っていたといい、後に冨永は「とてもうれしく心強かったです」と話している。
カツオに関して、それまであまり男の子の役を演じたことがなかったため、当初は不思議な感覚だったという。また、高橋演じるカツオの素晴らしさを現場で目のあたりにしていたことから、最初は高橋のカツオをなぞるような感じになってしまったといい、どうしたらいいかわからず、混乱したことを後に明かしている。
演技に関しては「和枝さんのカツオくんを私が演じている」と代役に近いスタンスを持っている。ただし、ものまねにはせず「声は違ってもいいから魂を大切にする」という考えだといい、「（高橋と）声が違うのはごめんなさい、と。あとはディレクターさんがOKを出してくれたのなら、そこが私たちにとってのOKなので、それを信じようと」と語っている。また、高橋が歌う挿入歌「カツオくん（星を見上げて）」をカバーした際に「カツオ役を本当に引き継げた」と感じた一方「完全に引き継いだと感じる日は来ないだろう」という思いがあることも明かし、高橋と共存して演じているという感覚を持っているという。
インタビューで「カツオは“イタズラ”はするが“意地悪”は絶対にしない」と語ったことがあり、「ちょっと微妙な線引きの事柄のように思われるかもしれませんが、心の中にある“思いやり”の違いだと感じています。『サザエさん』のお話の中にはそんな“想う心”がたくさん描かれています」と話しているほか、「自分が元気じゃないと、ちょっとのことで意地悪に聞こえてしまうこともあります」「先週のカツオくんに納得できたからといって、今週もそうとは限らない」と一回一回を大事に演じていると述べている。
出演時のクレジットに関しては、所属事務所などが「みーな」表記となってからも、放送や公式サイト、関連書籍は一貫して「み～な」名義が使われている。
『サザエさん』以外の番組などで周囲にカツオの声を披露することは、契約の事情から基本的にできないという。
2004年、出産2日後にもかかわらず本作のアフレコに参加したことがある。これに関して「予定日の前後に産休を取る予定だったが、予定日より早く産まれたため参加せざるを得なかった」と後に話している。
2014年1月26日に急逝した波平役の永井一郎の葬儀では、サザエ役の加藤みどりと共に弔辞を担当した。その際に冨永はカツオが波平に話しかける口調で「父さん、大好きです。もっといっぱい一緒にお風呂に入りたかった。もっと叱られたかった」と涙声で読み上げていた。
2019年には、自身のそれまでのキャリアで一番思い出の役として磯野カツオ役を挙げている。

## 出演
太字はメインキャラクター。

### テレビドラマ
- それ行け!カッチン（1975年）
- 陽はまた昇る 第6話（1979年）小林秋子
- ピーマン白書（1980年）生徒
- 夏の王様（1982年）CM

### 映画
- 鯉のいる村（1971年） ゆうこ
- 旅路 村でいちばんの首吊りの木（1986年）紀美子の同級生
- くまちゃん（1993年）くまちゃんの声[45]
- 板尾創路の脱獄王（2009年）
- THE NEXT GENERATION -パトレイバー- 大怪獣現わる 前編（2014年）本人役[46]

### オリジナルビデオ・DVD
- プライベートみーな
- Wagamama!（1987年）
- やさしいうま（2007年）プロデュース、ナビゲーター

### 舞台
- プロジェクト・レヴュー プロデュース
  - ジミーとジョアン
  - MOTHER
- 冨永 みーなプロデュース
  - 民法732.5条
  - 4,380円〜空からお金が降った夏の日

### 特撮
- ウルトラマンレオ（1974年 - 1975年、梅田カオル）
- ウルトラマンR/B（2018年、ブースカの声[30]）
- ウルトラマン ニュージェネレーションクロニクル（2019年、ブースカの声[47]）

### テレビアニメ
1975年
- みつばちマーヤの冒険

1977年
- あらいぐまラスカル（アリス・スティーブンソン）

1978年
- 星の王子さま プチ・プランス（1978年 - 1979年、メリー、ドミノ姫）

1979年
- 海底超特急マリンエクスプレス（ピノコ）

1982年
- ときめきトゥナイト（神谷曜子）

1983年
- 銀河漂流バイファム（1983年 - 1998年、クレア・バーブランド） - 2シリーズ
- レディジョージィ（ベッキィ）

1984年
- チックンタックン（南田ミコ）
- 魔法の妖精ペルシャ（1984年 - 1985年、速水ペルシャ）

1985年
- タッチ（1985年 - 1998年、篠塚かおり、新田由加） - 1シリーズ + 特別編
- うる星やつら（あんな）

1986年
- 青春アニメ全集（少女時代のフミコ）
- ボスコアドベンチャー（マーヤ）
- 魔法のアイドルパステルユーミ（かき丸）
- めぞん一刻（1986年 - 1988年、七尾こずえ）

1987年
- シティーハンター（1987年 - 1988年、麻生かすみ） - 2シリーズ
- 陽あたり良好!（太田まりあ）
- 北斗の拳2（リン）

1988年
- それいけ!アンパンマン（1988年 - 、カレーパンマン〈代役〉、つみれちゃん、ニャンコック〈4代目〉、ミルクキャラメル、くものもくちゃん〈2代目〉、みずうみ姫〈代役〉、マイマイママ、しろみ〈2代目〉、たまごどんまん〈初代〉、ロールパンナ / ブラックロールパンナ、こてん、キャラメルママ、サニー姫、レアチーズ〈初代〉、あくびどり〈2代目〉、しろかぶくん〈初代〉、たまご姫〈2代目〉、超甘口カレーパンマン、タワシくん〈2代目〉、みるくぼうや〈代役→2代目〉、グーパンダ、ドキンちゃん〈2代目〉 他）
- ドクター秩父山
- どんどんドメルとロン（チェリー）
- ビックリマン（1988年 - 1989年、愛然かぐや）
- ビリ犬（1988年 - 1989年、雨森テツオ） - 2シリーズ

1989年
- 機動警察パトレイバー（泉野明）
- サザエさん（1989年 - 、伊佐坂浮江〈2代目〉、早川〈4代目〉、みゆき〈2代目〉、イカコ〈2代目〉、野沢リカの母、エレベーターガール）
- ミスター味っ子（白川理恵）

1990年
- NG騎士ラムネ&40（ココナッツ）
- それいけ!アンパンマン みなみの海をすくえ!（サニー姫）
- 楽しいムーミン一家（ニンニ）
- 笑ゥせぇるすまん（慶子）

1991年
- アニメひみつの花園（メアリー）
- ドラゴンクエスト ダイの大冒険（第1作）（1991年 - 1992年、マァム）

1992年
- ファンタジーアドベンチャー 長靴をはいた猫の冒険（オデッサ姫）

1994年
- 赤ずきんチャチャ（1994年 - 1995年、お雪先生、海坊子、メアリー、どろしー、エリザベス）
- D・N・A² 〜何処かで失くしたあいつのアイツ〜（葵かりん）

1995年
- クマのプー太郎（観音様）
- ナースエンジェルりりかSOS（宇崎裕子）

1996年
- こちら葛飾区亀有公園前派出所（1996年 - 1999年、めぐみ、葵、ゆり子）
- 地獄先生ぬ〜べ〜（1996年 - 1997年、細川美樹）
- るろうに剣心 -明治剣客浪漫譚-（明神弥彦、シン王子）

1998年
- ゲゲゲの鬼太郎（第4作）（ヒトミ）
- ひみつのアッコちゃん（1998年）（ママ）
- 遊☆戯☆王（アイリーン・ラオ）
- サザエさん（1998年 - 、磯野カツオ〈3代目〉）

1999年
- 金田一少年の事件簿（香川小梅）
- ビックリマン2000（1999年 - 2001年、タケル）

2001年
- Cosmic Baton Girl コメットさん☆（藤吉沙也加）
- フルーツバスケット（草摩利津）

2002年
- カスミン（三つ編み猫）
- 満月をさがして（和美・フランクリン）

2003年
- アストロボーイ・鉄腕アトム（ベアちゃん）

2004年
- 陸奥圓明流外伝 修羅の刻（おりょう）
- 妄想代理人（かもめ）

2005年
- 涼風（朝比奈涼音）

2006年
- D.Gray-man（フォー）

2007年
- シュガーバニーズシリーズ（2007年 - 2009年、女王シュクレ、女王アール）

2008年
- ねぎぼうずのあさたろう（火の玉おてつ）
- ポルフィの長い旅（マリアンヌ）

2011年
- おじゃる丸（デンさん）

2012年
- スマイルプリキュア!（2012年 - 2013年、マジョリーナ / マジョリン）
- つり球（海咲）
- HUNTER×HUNTER（第2作）（センリツ）

2014年
- スペース☆ダンディ（スキップジャック）

2016年
- キズナイーバー（瑠々の母）

2018年
- 深夜!天才バカボン（アシスタント）

2025年
- 名探偵コナン（アマンダ・ヒューズ）

### 劇場アニメ
1979年
- 龍の子太郎（あや）

1984年
- 風の谷のナウシカ（ラステル）
- パパママバイバイ（かおりちゃん）
- 綿の国星（チビ猫）

1988年
- ビックリマン 無縁ゾーンの秘宝（愛然かぐや）

1989年
- 機動警察パトレイバー the Movie（泉野明）

1990年
- 宇宙皇子（なよ竹）

1992年
- ドラゴンクエスト ダイの大冒険 起ちあがれ!!アバンの使徒（マァム）
- ドラゴンクエスト ダイの大冒険 ぶちやぶれ!!新生6大将軍（マァム）

1993年
- 機動警察パトレイバー 2 the Movie（泉野明）

1994年
- それいけ!アンパンマン リリカル☆マジカルまほうの学校（ピピ）

1995年
- それいけ!アンパンマン ゆうれい船をやっつけろ!!（ロールパンナ）
- それいけ!アンパンマン アンパンマンとハッピーおたんじょう日（くものもくちゃん）

1996年
- それいけ!アンパンマン 空とぶ絵本とガラスの靴（ロールパンナ）
- それいけ!アンパンマン ばいきんまんと3ばいパンチ（ロールパンナ）
- (超)劇場版!地獄先生ぬ〜べ〜（細川美樹）

1997年
- 地獄先生ぬ〜べ〜 午前0時ぬ〜べ〜死す!（細川美樹）
- 地獄先生ぬ〜べ〜 恐怖の夏休み!! 妖しの海の伝説!（細川美樹）
- それいけ!アンパンマン 虹のピラミッド（ロールパンナ）
- それいけ!アンパンマン ぼくらはヒーロー（レアチーズ）
- るろうに剣心 -明治剣客浪漫譚- 維新志士への鎮魂歌（明神弥彦）

1998年
- それいけ!アンパンマン てのひらを太陽に（ロールパンナ）

1999年
- それいけ!アンパンマン 勇気の花がひらくとき（ロールパンナ、ピカリ先生）

2000年
- それいけ!アンパンマン やきそばパンマンとブラックサボテンマン（ロールパンナ）

2002年
- WXIII 機動警察パトレイバー（泉野明）
- それいけ!アンパンマン ロールとローラ うきぐも城のひみつ（ロールパンナ）

2003年
- それいけ!アンパンマン ルビーの願い（オーロラ姫）

2004年
- それいけ!アンパンマン 夢猫の国のニャニイ（ロールパンナ）
- それいけ!アンパンマン つきことしらたま〜ときめきダンシング〜（ロールパンナ）

2006年
- それいけ!アンパンマン いのちの星のドーリィ（ロールパンナ）

2008年
- 真救世主伝説 北斗の拳ZERO ケンシロウ伝（サヤ）
- それいけ!アンパンマン 妖精リンリンのひみつ（ロールパンナ）

2010年
- それいけ!アンパンマン はしれ!わくわくアンパンマングランプリ（レアチーズ）

2013年
- 劇場版 HUNTER×HUNTER -The LAST MISSION-（センリツ）

2018年
- それいけ!アンパンマン かがやけ!クルンといのちの星（ドキンちゃん）
- 名探偵コナン ゼロの執行人（岩井紗世子）

2019年
- それいけ!アンパンマン きらめけ!アイスの国のバニラ姫（ドキンちゃん）

2020年
- クレヨンしんちゃん 激突! ラクガキングダムとほぼ四人の勇者（ブリーフ）

2021年
- それいけ!アンパンマン ふわふわフワリーと雲の国（ドキンちゃん）

2022年
- それいけ!アンパンマン ドロリンとバケ〜るカーニバル（ドキンちゃん）

2023年
- それいけ!アンパンマン ロボリィとぽかぽかプレゼント（ドキンちゃん）

2024年
- それいけ!アンパンマン ばいきんまんとえほんのルルン（ドキンちゃん）

### OVA
時期不明
- ハローキティシリーズ（ミミィ〈3代目〉）

1984年
- 銀河漂流バイファム カチュアからの便り（クレア・バーブランド）
- 銀河漂流バイファム 集まった13人（クレア・バーブランド）
- BIRTH（ユピテル・ラサ）

1985年
- 軽井沢シンドローム（津野田絵里）
- 銀河漂流バイファム 消えた12人（クレア・バーブランド）
- 銀河漂流バイファム “ケイトの記憶” 涙の奪回作戦!!（クレア・バーブランド）
- ジャスティ（アスタリス・ベガ）
- バビ・ストック I 果てしなき標的（ムーマ）
- メガゾーン23（村下智美）

1986年
- カリフォルニア・クライシス 追撃の銃火（マーシャ）
- バビ・ストック II ザ・リベンジ・オブ アイズマン 愛の鼓動の彼方に（ムーマ）
- 艶姿 魔法の三人娘（速水ペルシャ）

1987年
- 学園特捜ヒカルオン（椎名弥生）
- ザ・サムライ（血祭あさぎ）
- トワイライトQ 時の結び目 REFLECTION（紀和子）
- 魔女っ子クラブ4人組 A空間からのエイリアンX（速水ペルシャ）

1988年
- 機動警察パトレイバー アーリーデイズ（泉野明）
- マドンナ 炎のティーチャー（土門真子）

1989年
- 魔狩人（ナラカ）
- 妖魔（妖）

1990年
- A.D.POLICE（アイリス・キャラ）
- 機動警察パトレイバー（泉野明）
- 孔雀王2 幻影城（月読）
- 湘南爆走族6 GT380ヒストリー（七瀬かなえ）

1991年
- 究極超人あ〜る（堀川椎子）
- 有閑倶楽部 犬猫まるごとHOWマッチ（黄桜可憐）

1992年
- カメレオン（浅岡ひかる）
- ケンネル所沢（チカコ）
- D-1 DEVASTATOR（星野奈美）
- 花平バズーカ（メフィスト・ダンス）
- ハローキティのきえたサンタさんの帽子（ミミィ）
- 有閑倶楽部 香港より愛をこめて（黄桜可憐）

1993年
- ハンギョドンの00 7/2 ドクターサンデーあらわる（さゆり）

1994年
- 誕生 〜Debut〜（伊東亜紀）
- マップス（リプラドウ・グァイス）

1995年
- 赤ずきんチャチャ（1995年 - 1996年、どろしー、エリザベス）
- D・N・A² 〜何処かで失くしたあいつのアイツ〜（葵かりん）

1998年
- 地獄先生ぬ〜べ〜（1998年 - 1999年、細川美樹） - 3作品

2001年
- るろうに剣心 -明治剣客浪漫譚- 星霜編（明神弥彦）

2012年
- るろうに剣心 -明治剣客浪漫譚- 新京都編（明神弥彦）※劇場先行公開

### Webアニメ
- 君に届け 3RD SEASON（2024年、風早の母）

### ゲーム
1991年
- エルディス（ユーちゃん）

1992年
- 改造町人シュビビンマン3 -異界のプリンセス-（キャピ子）
- スナッチャー（ミカ・スレイトン、カトリーヌ・ギブスン）
- TRAVELエプル（エプル）

1993年
- 機動警察パトレイバー 〜グリフォン篇（泉野明）
- デバステイター（星野奈美）

1994年
- アイドル雀士スーチーパイII（佐々木留美）
- 誕生 〜Debut〜（藤村さおり〈FM TOWNS版〉、伊東亜紀〈PCエンジン版〉）
- モンスターメーカー 闇の竜騎士（ディアーネ）

1995年
- アイドル雀士スーチーパイSpecial（佐々木留美）
- アイドル雀士スーチーパイLimited（佐々木留美）
- アイドル雀士スーチーパイRemix（佐々木留美）
- 空想科学世界ガリバーボーイ（フィービー）※PCエンジン版、セガサターン版
- 北斗の拳（リン）

1996年
- アイドル雀士スーチーパイII Limited（佐々木留美）
- メタルスラッグ（ソフィア教官）
- LASTBRONX 東京番外地（草波リサ）

1997年
- ウイニングポスト3（富野美衣）
- 地獄先生ぬ〜べ〜（細川美樹）
- るろうに剣心 -明治剣客浪漫譚- 十勇士陰謀編（明神弥彦）

1998年
- アイドル雀士スーチーパイ発売5周年記念めちゃ限定版○得パッケージ（佐々木留美）
- エリーのアトリエ 〜ザールブルグの錬金術士2〜（ロマージュ・ブレーマー、ファウ）
- スーチーパイアドベンチャー ドキドキナイトメア（佐々木留美）
- DEBUT21（伊東亜紀）

1999年
- ゴエモン もののけ双六

2000年
- 機動警察パトレイバー 〜ゲームエディション〜（泉野明）
- 冒険時代活劇ゴエモン（おかみさん 他）

2001年
- がんばれゴエモン〜大江戸大回転〜（クロベー）
- ザ・キング・オブ・ファイターズ2001（アンヘル）

2011年
- るろうに剣心 -明治剣客浪漫譚- 再閃 / 覚醒（2011年 - 2012年、明神弥彦） - 2作品

2013年
- スーパーロボット大戦Operation Extend（泉野明）

2014年
- ぷよぷよテトリス（オー）

2017年
- 妖怪ウォッチ ぷにぷに（ミミィ）

2018年
- スーパーロボット大戦X-Ω（泉野明）

2019年
- ドラゴンクエストXI 過ぎ去りし時を求めて S（預言者、ぱふぱふ娘〈エドゥリス〉）

2020年
- 共闘ことばRPG コトダマン（明神弥彦）
- ぷよぷよテトリス2（オー）
- ぷよぷよ!!クエスト（オー）

2022年
- 機動戦隊アイアンサーガ（泉野明）

### 吹き替え

#### 映画
- 愛と青春の旅だち ※フジテレビ版
- ベンジー（シンディ・チャプマン〈シンシア・スミス〉）
- 禁じられた遊び（ポーレット〈ブリジット・フォッセー〉）※テレビ朝日版
- サウンド・オブ・ミュージック（マルタ〈デビー・ターナー（英語版）〉 / ルイーザ〈ヘザー・メンジース〉）※前者はNETテレビ（テレビ朝日）・フジテレビ版、後者はソフト版
- 赤毛のアン（ダイアナ・バリー〈スカイラー・グラント〉）※フジテレビ版
  - 続・赤毛のアン ※VHS版
- アドベンチャー・ファミリー（ジェニー・ロビンソン〈ホリー・ホルムズ〉）※テレビ朝日版
- エクソシスト（リーガン・マクニール〈リンダ・ブレア〉）※TBS版
- オズ（オズマ姫〈エマ・リドレー〉）※劇場公開版（ポニー・バンダイ）
- 銀河伝説クルール（リサ姫〈リセット・アンソニー〉）
- ゴジラ FINAL WARS（バンクーバーの子供）[15]
- サタデー・ナイト・フィーバー ※テレビ朝日版
- ザ・デイ・アフター ※テレビ朝日版
- サンキュー、ボーイズ（フェイ・フォレスター〈ブリタニー・マーフィ〉）
- シティーハンター（槇村香〈ジョイ・ウォン〉）※フジテレビ版
- シビルの部屋（シビル〈アン・ザカリアス〉）※テレ東京版
- ダーククリスタル（キーラ〈リサ・マックスウェル〉）※VHS版
- タクシー・ドライバー（アイリス〈ジョディ・フォスター〉）※TBS版
- ダーティハリー ※テレビ朝日版
- 小さな恋のメロディ（メロディ・パーキンス〈トレイシー・ハイド〉）※LD版（2015年12月22日発売の新盤DVD/BD収録）
- ティーン・ウルフ（ブーフ〈スーザン・アルシッティ〉）※テレビ朝日版（BD&DVD収録）
- バラ色の選択（アンディ〈ガブリエル・アンウォー〉）
- 必殺マグナム（アラベラ・マギー〈キャスリーン・ウィルホイト〉）※フジテレビ版
- ペーパー・ムーン（アディ・ロギンス〈テータム・オニール〉）※テレビ朝日・TBS版（DVD収録）
- ベンジーの愛（シンディ・チャプマン〈シンシア・スミス〉）※TBS版

#### ドラマ
- アルプスの少女ハイジ（ハイジ） ※少年ドラマシリーズのBBC版
- アリーmyラブ3（ホープ・マーシー〈アリシア・ウィット〉）
- 宮廷女官チャングムの誓い（チャンドク〈キム・ヨジン〉）※NHK-BS2版
- 刑事コロンボ 黒のエチュード（オードリー）※日本テレビ版
- CSI:マイアミ9（イヴォンヌ・フェルナンデス）
- 大草原の小さな家（キャリー〈リンゼイ&シドニー・グリーンブッシュ〉）
- 地上最強の美女バイオニック・ジェミー シーズン3 最終話
- LAW&ORDER:クリミナル・インテント（トルーディ・パーマレンスキー）

#### アニメ
- アイドル忍者タートルズ（エイプリル・オニール）※BS2版
- アルビンとチップマンクス（ブリタニー）
- コルドロン（エロウィー）
- 史上最強のグーフィー・ムービー Xゲームで大パニック!（ベレー帽の少女）
- タイニー・トゥーンズ（バブス・バニー）
- チップとデールの大作戦（ガジェット）※テレビ東京版

### ラジオ
- 週刊ラジオコミックス とんでもクロコダイル（TBSラジオ）
- 日野ミッドナイトグラフィティ 走れ!歌謡曲・サンデースペシャル（文化放送）
- SOMETHING DREAMS マルチメディアカウントダウン（2002年までパーソナリティを担当）（文化放送）
- あこがれアニメ学園（文化放送）
- アニメトピア（ラジオ大阪）[16]
- はいぱぁナイト（月曜日担当）（KBS京都）
- サンデーモーニングフェスタ（TOKYO FM）
- よ・み・き・か・せ（TOKYO FM、2013年5月16日）
- 週刊アニメグランプリ（JFN）
- 空飛ぶアルマジロ（FM大阪）
- はしゃいで○○大放送（ラジオたんぱ 火曜日16時台担当）[16]
- どんなもんだハウス!（ラジオたんぱ 火曜日担当）
- 朗読「冨永みーなが読む、朽木祥『雛の顔』」（2025年5月3日 - 31日、NHKラジオ第1） - 『八月の光』所収の「雛の顔」を全5回で朗読[92]

### ドラマCD
- 銀河漂流バイファム ドラマ編 ジェイナス愛の航海日誌…気分はもう主役（1984年、クレア・パープランド）
- CDシアター ドラゴンクエストI（1991年、ミナ）
- 猫でごめん!（1991年、白石やよい）
- モンスターメーカー ドラマCD 魔剣デスデリバーを探せ!（1991年、ディアーネ）
- カセットブック イズミ幻戦記 鳴動編（1992年、響子）
- めぞん一刻 PARTY ALBUM（1992年、七尾こずえ）
- あくまでラブコメ（1992年、ナレーション）
- 悪魔人形（1996年、マユミ探偵）

### デジタルコミック
- 「フルーツバスケット」音声入りまんがDVD〜旅立ちの日、再び〜（2012年、草摩利律） - 『花とゆめ』24号応募者全員サービス

### ナレーション
- 開運!なんでも鑑定団、鑑定団が3倍面白くなる!目からウロコの骨董塾
- 世界ウルルン滞在記→世界ウルルン滞在記"ルネサンス"
- どうぶつ奇想天外!
- タモリの音楽は世界だ!
- ぴーかんバディ!→人間!これでいいのだ
- 未来創造堂
- いきなり!黄金伝説。
- ひるおび!：「笑顔のみなもと」
- きらり!えん旅
- ザ・ノンフィクション
  - 「負けるな！泣き虫三姉弟」楽屋は人生の教室だ（2011年2月6日）
  - 「負けるな！泣き虫三姉弟３」新スター誕生（2014年5月25日）
- ウソだと思ったらホントだった!30秒後に絶対見られるTV（2012年8月24日）
- 砂羽と可奈子があの街の美味しいギャップ大発見!だけど食堂
- 楽天「楽天スーパーセール」CM
- ニチファミ!
  - 今夜解禁!開かずの扉〜超カギ開け師が眠れるお宝発掘SP〜（2018年3月11日）
  - 門外不出!マル秘映像借りました（2018年11月18日）
- 帰れマンデー見っけ隊!!
- 有吉くんの正直さんぽ（増岡弘の代役）
- 正直女子さんぽ※パイロット版のみ
- 超かわいい映像連発!どうぶつピース!!

### 写真集
- パーフェクトみーな（1985年発売）

### バラエティ
- ものまねバトル（日本テレビ）ものまねレパートリーは瀬川瑛子、野原しんのすけ、研ナオコ、金井克子、中森明菜、浜崎あゆみ、森高千里、丹下桜、松任谷由実、華原朋美、工藤静香、朝丘雪路、など
- 独占!女の60分（テレビ朝日）（アタッカー）
- GOB（日本テレビ）（GOB3 サポートMC）
- クイズミリオネア（フジテレビ）ゲスト挑戦者石坂浩二のライフライン（テレフォン）、テレビ電話として出演
- キティズパラダイスplus（2003年 - 2005年） - ミミィの声
- 北野タレント名鑑（2005年3月24日、フジテレビ）
- 大胆MAP 顔を見てみたいアニメキャラクター30人全部見せちゃうよ! 春の撮れたて新作SP（2008年4月6日、テレビ朝日）魔法の妖精ペルシャの速水ペルシャ役、タッチの新田由加役として紹介された
- ウルトラ情報局（ - 2008年6月号、ファミリー劇場）『ウルトラマンレオ』に梅田カオル役で出演していたことによるゲスト出演。
- クイズダービー（1992年3月7日、TBSテレビ）「声優大会」で古谷徹と共に緑チームで出演（赤チームは大平透・野沢雅子、黄チームは山田康雄・加藤みどり）。結果は最終問題（この時点では23,000点）で「4倍」のはらたいらに全点賭けて「10万点」（115,000点）達成（赤は16,800点、黄は0点）。
- ひるおび!（2009年 - 、TBSテレビ）コーナーナレーション
- 心ゆさぶれ!先輩ROCK YOU（2011年8月13日、日本テレビ）羽佐間道夫、木村匡也と共にゲスト出演
- クイズ!脳ベルSHOW（2018年10月3日 - 10月5日、BSフジ）解答者

## ディスコグラフィ

### シングル
| 発売日                                | 規格品番         | 面               | タイトル                                 | 作詞             | 作曲             | 編曲             |                  |
| ビクター音楽産業                      | ビクター音楽産業 | ビクター音楽産業 | ビクター音楽産業                         | ビクター音楽産業 | ビクター音楽産業 | ビクター音楽産業 | ビクター音楽産業 |
| ------------------------------------- | ---------------- | ---------------- | ---------------------------------------- | ---------------- | ---------------- | ---------------- | ---------------- |
| 1984年8月5日                          | KV-3058          | A                | 不思議なひらめき                         | 有川正沙子       | 鈴木キサブロー   | 萩田光雄         |                  |
| 1984年8月5日                          | KV-3058          | B                | パイ夏プル                               | 田中弥生         | 田中弥生         | 萩田光雄         |                  |
| ワーナー・パイオニア / WARNER RECORDS |                  |                  |                                          |                  |                  |                  |                  |
| 1986年6月25日                         | K-1563           | A                | ストップ! うそつき少年                   | 只野菜摘         | 馬飼野康二       | 馬飼野康二       |                  |
| 1986年6月25日                         | K-1563           | B                | そよ風のララバイ                         | 能丸武           | 馬飼野康二       | 馬飼野康二       |                  |
| 東芝EMI / 東芝レコード                |                  |                  |                                          |                  |                  |                  |                  |
| 1991年7月19日                         | TODT-2706        | 1                | Toy Girl                                 | 上田真理         | 上田真理         | 野口久和         |                  |
| 1991年7月19日                         | TODT-2706        | 2                | Toy Girl（カラオケ）                     |                  | 上田真理         | 野口久和         |                  |
| 日本クラウン / anix                   |                  |                  |                                          |                  |                  |                  |                  |
| 1992年12月16日                        | CRDP-58          | 1                | あなただけの景色                         | 冨永みーな       | 竹内大           | 三浦俊一         |                  |
| 1992年12月16日                        | CRDP-58          | 2                | 何故                                     | 冨永みーな       | 竹内大           | 福岡ユタカ       |                  |
| 1992年12月16日                        | CRDP-58          | 3                | 肌に感じる季節                           | 三ツ矢雄二       | 伊藤隆博         | 西畑勝           |                  |
| 1992年12月16日                        | CRDP-58          | 4                | あなただけの景色（カラオケ）             |                  | 竹内大           | 三浦俊一         |                  |
| スターチャイルド                      |                  |                  |                                          |                  |                  |                  |                  |
| 1995年8月23日                         | KIDA-111         | 1                | どうぞこのまま                           | 丸山圭子         | 丸山圭子         | 野口久和         |                  |
| 1995年8月23日                         | KIDA-111         | 2                | もう一度抱きしめて…                      | 冨永みーな       | 野口久和         | 野口久和         |                  |
| 1995年8月23日                         | KIDA-111         | 3                | どうぞこのまま（OFF VOCAL VERSION）      |                  | 丸山圭子         | 野口久和         |                  |
| 1995年8月23日                         | KIDA-111         | 4                | もう一度抱きしめて…（OFF VOCAL VERSION） |                  | 野口久和         | 野口久和         |                  |

### アルバム

#### オリジナルアルバム
|                      | 発売日           | タイトル         | 規格             | 規格品番         |                  |
| ビクター音楽産業     | ビクター音楽産業 | ビクター音楽産業 | ビクター音楽産業 | ビクター音楽産業 | ビクター音楽産業 |
| -------------------- | ---------------- | ---------------- | ---------------- | ---------------- | ---------------- |
| 1st                  | 1985年7月21日    | Mマーブル        | LP               | JBX-25068        |                  |
| 1st                  | 1985年7月21日    | Mマーブル        | CT               | VCK-6147         |                  |
| 2nd                  | 1986年7月5日     | a・ha! I'm 20    | LP               | JBX-25091        |                  |
| 2nd                  | 1986年7月5日     | a・ha! I'm 20    | CT               | VCK-6175         |                  |
| 2nd                  | 1986年7月5日     | a・ha! I'm 20    | CD               | VDR-1239         |                  |
| メルダック / animel  |                  |                  |                  |                  |                  |
| 3rd                  | 1991年12月16日   | mind             | CD               | MECH-30023       |                  |
| 日本クラウン / PANAM |                  |                  |                  |                  |                  |
| 4th                  | 1992年7月23日    | VARIOUS          | CD               | CRCP-20042       |                  |
| Vap                  |                  |                  |                  |                  |                  |
| 5th                  | 1993年7月1日     | ラジオデイズ     | CD               | VPCG-84203       |                  |
| 6th                  | 1994年2月1日     | ラジオデイズ2    | CD               | VPCG-84220       |                  |

#### ミニアルバム
|                        | 発売日                 | タイトル               | 規格                   | 規格品番               |                        |
| 東芝EMI / 東芝レコード | 東芝EMI / 東芝レコード | 東芝EMI / 東芝レコード | 東芝EMI / 東芝レコード | 東芝EMI / 東芝レコード | 東芝EMI / 東芝レコード |
| ---------------------- | ---------------------- | ---------------------- | ---------------------- | ---------------------- | ---------------------- |
| 1st                    | 1991年10月30日         | 休日のカンランシャ     | CD                     | TOCT-6322              |                        |

#### ドラマCD
|                     | 発売日              | タイトル             | 規格                | 規格品番            |                     |
| 日本クラウン / anix | 日本クラウン / anix | 日本クラウン / anix  | 日本クラウン / anix | 日本クラウン / anix | 日本クラウン / anix |
| ------------------- | ------------------- | -------------------- | ------------------- | ------------------- | ------------------- |
| 1st                 | 1992年12月16日      | 愛のカレードスコープ | CD                  | CRCP-20053          |                     |

### 参加楽曲
| 発売日 | 商品名                    | 面 | トラック | タイトル           | 歌         | 作詞       | 作曲     | 編曲       | 備考                        |
| ------ | ------------------------- | -- | -------- | ------------------ | ---------- | ---------- | -------- | ---------- | --------------------------- |
| 1976年 | サンリオ 歌のギフトゲート | A  | 5        | 「ちょっといい旅」 | 冨永みーな | 伊藤アキラ | 森田公一 | 小野寺忠和 | マイメロディ イメージソング |
| 1976年 | サンリオ 歌のギフトゲート | A  | 6        | 「うさぎ耳の少女」 | 冨永みーな | 伊藤アキラ | 森田公一 | 小野寺忠和 | マイメロディ イメージソング |

### タイアップ一覧
| 曲名                   | タイアップ                                                           | 収録作品                                    |
| ---------------------- | -------------------------------------------------------------------- | ------------------------------------------- |
| 不思議なひらめき       | オリジナルビデオ長編アニメーション『バース』イメージソング           | シングル「不思議なひらめき」                |
| だいすきシンバ         | 日本テレビ系TVアニメーション『魔法の妖精ペルシャ』エンディングテーマ | シングル「おしゃれめさるな/だいすきシンバ」 |
| ストップ! うそつき少年 | 日本テレビ系TVアニメーション『魔法のアイドルパステルユーミ』挿入歌   | シングル「ストップ! うそつき少年」          |
| Toy Girl               | 角川ドラゴンコミックス刊『浪漫境伝説ロマンシア』より                 | シングル「Toy Girl」                        |
| 肌に感じる季節         | 『愛のカレイドスコープ』テーマ曲                                     | シングル「あなただけの景色」                |

## 執筆

### 連載コラム
- アニメ系月刊誌『月刊OUT』にてコラム『みんなどう思う？みーな、こう思う』を連載した。1993年8月号から開始、1995年5月号で同誌が休刊となってからは、『Magazine MEGU』にて『お願いしますよ』と改題して続けた。